# Palirika anaxios
Palirika anaxios är en tvåvingeart som beskrevs av Christine Lynette Lambkin och Yeates 2003. Palirika anaxios ingår i släktet Palirika och familjen svävflugor. Inga underarter finns listade i Catalogue of Life.